# ノーブレスオブリージュ (ゲーム)
『ノーブレスオブリージュ』は、2010年4月23日にCLOCKUPから発売されたアダルトゲームである。
本作は、メイドを雇うことが社会的ステータスとされる世界の日本を舞台に、メイドたちとの恋愛を描いたアドベンチャーゲームである。

## あらすじ
主人公・冴木煌司は、亡き祖母の言いつけに従い、「世界中の人々から愛される漢」をめざしていた。ある日、彼の元へ天川遊莉亜という女性が、専属メイドとして押しかけてくる。伝説のメイド派遣組織「ノーブレス・オブリージュ」から派遣されたという彼女は、煌司の祖母の遺言に従い、「世界中の人々から愛される漢」に育て上げると宣言した。

## 登場人物
冴木 煌司
本作の主人公。
天川 遊莉亜
声 - かわしまりの
メイド派遣組織「ノーブレス・オブリージュ」に所属する世界屈指のメイドであり、「白き革新」の異名を持つ。
性知識は豊富である一方、煌司と会うまで性経験はなかった。
霧乃 依莉沙
声 - 一色ヒカル
メイド派遣組織「ノーブレス・オブリージュ」に所属する世界屈指のメイドであり、「黒き癒し」の異名を持つ。同僚の遊莉亜とは仲が悪い。
綾瀬 絢奈
声 - 戸沼ゆず
煌司の幼馴染で、学園でも同じクラスである。幼いころに援助してくれた人物への恩返しとしてメイドを目指しており、遊莉亜と依莉沙の元へ弟子入りする。
柊 ゆかり
声 - 北都南
煌司の祖母の知人で、その恩返しで彼の住むアパート・緋翼荘の大家を務めている。
葛木 瀬理奈 （かつらぎ せりな）
声 - 柚李
煌司たちのクラスメイトで、絢奈の親友でもある。
東儀 亮輔 （とうぎ りょうすけ）
煌司たちのクラスメイトで、煌司の悪友でもある。
宮永 美琴 （みやなが みこと）
声 - 狛乃ハルコ
緋翼荘の住人。緋翼荘で一人暮らししているが、自分の出自にかかわる話を嫌う。
城戸 遥香 （きど はるか）
声 - 高井戸雫
緋翼荘の住人。
獅子倉 十五 （ししくら じゅうご）
緋翼荘の住人。

## 開発

### セッティング
シナリオライターのヒポポ☆タ☆マスは、アダルトゲーム雑誌「メガストア」2010年4月号に寄せた特集記事の中で、キャラクターのコンセプトについてコメントを寄せている。
遊莉亜は「無垢」をコンセプトとしており、自分が認めた相手によっていかようにも染まりうる純白のキャンパスをモチーフとしている。一方、依莉沙は「信念」をコンセプトとしており、あらゆる時でも自分の信念を貫き、誰もが自然と寄り添いたくなるような大樹をイメージして設定された。
絢奈は「純真」をコンセプトに、宝石の原石をモチーフとしている。
ゆかりは「包容力」をコンセプトに、母親をモチーフとしている。

## 反響
本作はGetchu.comの美少女ゲーム大賞にノミネートされなかったものの、キャラクター部門では本作の登場人物である天川 遊莉亜を評価する声が寄せられた。